# 小山九一
小山 九一（こやま くいち、1885年〈明治18年〉1月10日 - 1961年〈昭和36年〉8月18日）は、日本の実業家。昭和石油第2代社長、元住友海上火災保険専務取締役。

## 略歴
新潟県新潟区古町通5番町（現 新潟市中央区古町通5番町）出身。
1898年（明治31年）3月に新潟高等小学校を卒業、1903年（明治36年）3月に新潟中学校を卒業、1904年（明治37年）7月に東京高等商業学校予科を卒業、1907年（明治40年）7月に東京高等商業学校本科を卒業。
1907年（明治40年）8月に住友本店に入社、主計課に勤務、1916年（大正5年）3月に住友東京販売店支配人に就任、1919年（大正8年）3月に住友伸銅所副支配人に就任、1925年（大正14年）2月に住友合資会社伸銅所支配人に就任、1927年（昭和2年）4月に住友合資会社製銅販売店支配人に就任、1928年（昭和3年）7月に住友別子鉱山支配人兼大阪支店長に就任。
1930年（昭和5年）3月に扶桑海上火災保険専務取締役に就任、1940年（昭和15年）4月に住友海上火災保険専務取締役を退任、11月に新潟臨港開発専務取締役に就任。
1942年（昭和17年）8月に昭和石油専務取締役に就任、1946年（昭和21年）5月に昭和石油第2代取締役社長に就任、1953年（昭和28年）5月に昭和石油取締役社長を退任、6月に昭和石油相談役に就任。
金升酒造取締役、日本サルヴェージ取締役、新潟海陸運送取締役、新潟港運監査役・社長、新潟ホテル社長、新潟港運送専務取締役、大栄油槽取締役なども務めた。
1961年（昭和36年）8月18日午前10時30分に日本専売公社東京病院で心筋梗塞症のため死去、76歳没。葬儀・告別式は東京都中央区築地の築地本願寺で執り行われた。

## 業績
世界恐慌で経営が困難に直面した扶桑海上火災保険を全面的な社内改革で再建し、住友海上火災保険の礎を築いた。また、戦後の苦しい時期に、「企業繁栄の基礎は人の和にある」と常に説き、昭和石油の復興と発展の礎を築いた。

## 友人
- 笠原軔 - 洋画家。新潟高等小学校と新潟中学校の級友[1]。
- 小柳篤二 - ドイツ文学者。新潟中学校の級友で、ともに野球部員[1]。

## 親戚
- 高橋耘平 - 義父（妻の父）、金升酒造3代目社長。
- 高橋廣胖 - 義兄（妻の長姉の夫）、大家、元金升酒造取締役。
- 高橋國太郎 - 義甥（高橋廣胖の長男）、港製菓創業者・初代社長。
- 伊藤丑二郎 - 義兄（妻の次姉の夫）、伊藤酒造（廃業）初代社長。
- 千明康 - 義甥（義姪の夫〈伊藤丑二郎の長女の夫〉）、実業家、馬主、千明牧場2代目代表。
- 安藤文平 - 義弟（妻の長妹の夫）、第17代新潟市議会議長。
- 高澤徳二郎 - 義弟（妻の次妹の夫）、菊水酒造3代目社長。
- 大西鐵之祐 - 義甥（義姪の夫〈高澤徳二郎の長女の夫〉）、元ラグビー日本代表監督、早稲田大学名誉教授。小山九一の次男が早稲田大学で大西鐵之祐と友人だった縁で義姪と結婚した[26]。